# Districte de Pathein
El districte de Pathein és una divisió administrativa de Myanmar, un dels districte que formen la divisió d'Ayeyarwady. Fins al 1989 es va dir districte de Bassein. vegeu per la història i dades anteriors: Districte de Bassein
La capital és la ciutat de Pathein (abans Bassein). La població del districte era el 2001 d'1.769.280 habitants.
Està dividit en set towships (àrees dependents d'una ciutat) :
- Pathein
- Kangyidaunk
- Thabaung
- Ngaputaw
- Kyonpyaw
- Yekyi
- Kyaunggon

El districte inclou nou ciutats: 
- Pathein
- Kangyidaunk
- Thabaung
- Ngaputaw
- Higyi Island
- Kyonpyaw
- Yekyi
- Ngathaingchaung
- Kyaunggon

Inclou també 48 viles, 519 grups de pobles i 2963 llogarets.